# Tammany Hall

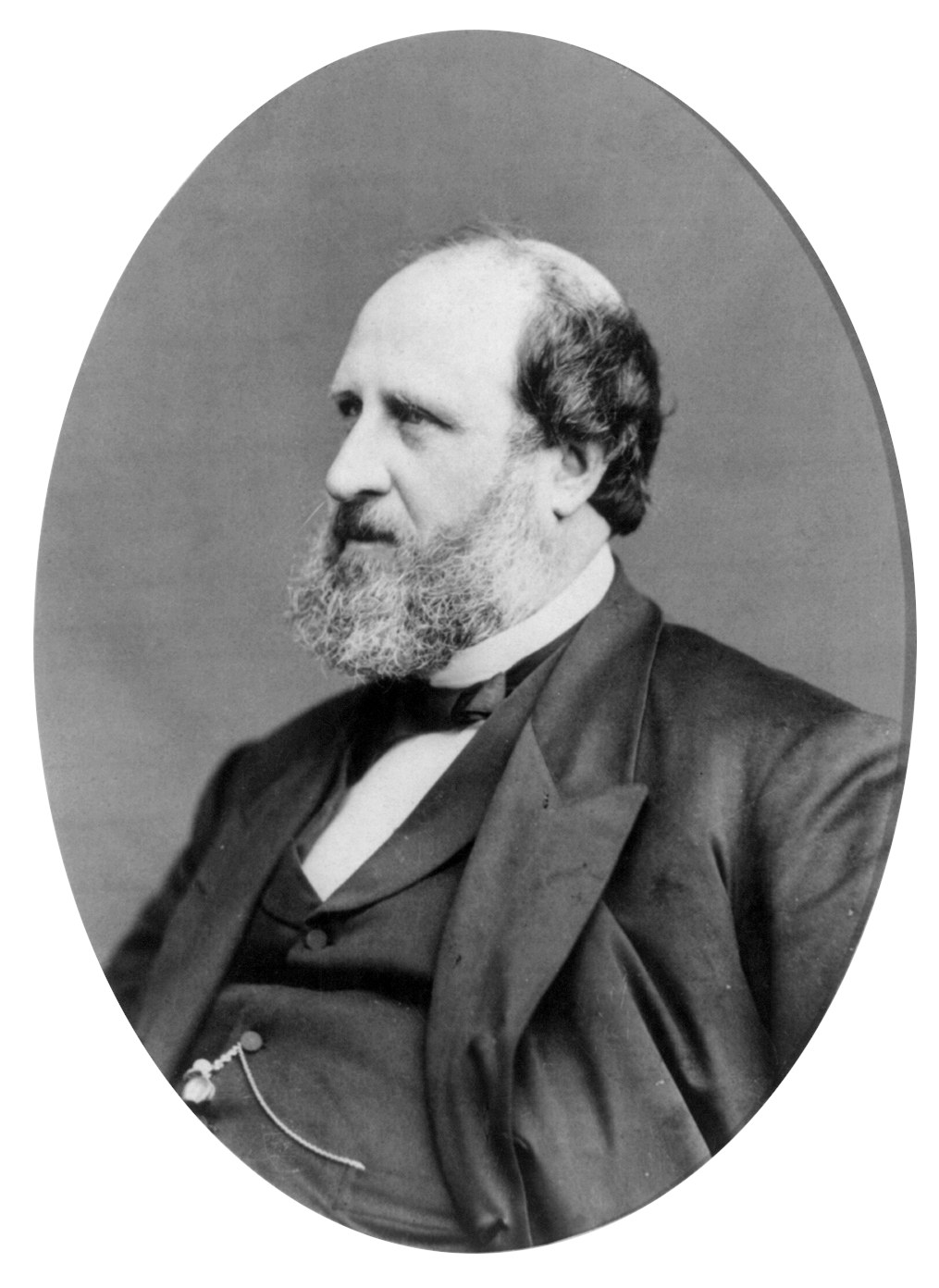
William M. Tweed, inaczej „Boss” Tweed

Tammany Hall – potoczna nazwa stowarzyszenia znanego jako Society of St. Tammany, Sons of St. Tammany, lub Columbian Order, które było polityczną organizacją, założoną w Nowym Jorku w roku 1786 i zarejestrowaną 12 maja 1789 jako Tammany Society. Była to maszyna polityczna Partii Demokratycznej, która odgrywała kluczową rolę w kontrolowaniu działalności miejscowych polityków i wspomagała imigrantów, zwłaszcza z Irlandii. W znaczącym stopniu oddziaływała na życie polityczne w Ameryce od lat dziewięćdziesiątych XVIII do sześćdziesiątych XX wieku. Miała wpływ na nominacje kandydatów na urzędy z ramienia Partii Demokratycznej i sprawowała kontrolę na Manhattanie od zwycięstwa Fernando Wooda w wyborach burmistrza w roku 1854, aż do wyboru Johna P. O’Briena w 1932. Supremacja Tammany Hall uległa ostatecznie osłabieniu wraz z elekcją Fiorello La Guardii, który został wybrany głosami Republikanów, reformistycznie nastawionych Demokratów i niezależnych w roku 1934 i – mimo chwilowego powrotu w latach pięćdziesiątych – przestała istnieć w sześćdziesiątych.
Tammany Society wzięła nazwę od Tamanenda, wodza Indian z plemienia Lenape, a w połowie XIX wieku wyrosła na główną siłę polityczną Demokratów w mieście. „Hall”, będący główną kwaterą Stowarzyszenia, został zbudowany w latach trzydziestych XIX wieku przy East 14 Street. Od tego czasu Tammany Hall kontrolowało przebieg większości wyborów w mieście Nowy Jork.
Stowarzyszenie poszerzyło swoje wpływy polityczne jeszcze bardziej zyskując zaufanie wciąż rosnącej imigranckiej społeczności miasta, która stała się podstawą politycznego kapitału organizacji. Tammany Hall miało na usługach przywódców politycznych ward (ward boss lub ward heeler) – „wardy” były w latach 1686–1938 najmniejszymi politycznymi jednostkami w mieście – zabiegających o lokalnych wyborców i zwalczających opozycję. Począwszy od roku 1845 siła Tammany zaczęła gwałtownie rosnąć wraz z napływem do Nowego Jorku milionów irlandzkich immigrantów. Od roku 1872 Tammany miało „irlandzkiego bossa”, a w 1928 faworyzowany przez Tammany nowojorski gubernator Al Smith zdobył nominację Demokratów w wyborach prezydenckich. Z drugiej strony Stowarzyszenie posługiwało się często korupcją polityczną, szczególnie widoczną za czasów Williama „Bossa” Tweeda w połowie XIX wieku.
Tammany Hall straciło na znaczeniu w XX wieku; w 1932 roku burmistrz Jimmy Walker został usunięty z urzędu, a prezydent Franklin Delano Roosevelt pozbawił Tammany wpływu na politykę ogólnokrajową. Burmistrzem w roku 1934 został przeciwny Stowarzyszeniu Republikanin Fiorello La Guardia, który zasiadał na urzędzie przez trzy kolejne kadencje. Tammany odzyskało na krótko siły w latach pięćdziesiątych, ale spotkało się z opozycją w łonie Partii Demokratycznej, na czele której stali Eleanor Roosevelt i Herbert H. Lehman, a także Nowojorski Komitet Wyborców Demokratycznych (NYCDV). W połowie lat sześćdziesiątych XX wieku Tammany Hall zaprzestała działalności.